# Músáios
Músáios (asi 2. polovina 5. stol. n. l.) byl řecký básník z pozdní císařské doby.
Svým dílem se Músáios řadí mezi následovníky Nonna z Panopole, nejvýznamnějšího řeckého epika císařské doby. Z Músáiova díla se dochoval malý epos Příběh Héry a Leandra (řecky Ta kath Héró kaj Leandron) , napsaný na starý motiv romantické legendy o lásce, v hellénistické době často zpracovávaný.
Český překlad Músáiova epyllionu je obsažen v knize Héró a Leandros.